# Ahmed AbdelRaouf
Ahmed Gamil AbdelRaouf (en arabe : احمد جميل عبدالرؤف ; né le 12 avril 1986 à Charqiya en Égypte) est un joueur de football professionnel égyptien au poste de milieu défensif devenu entraîneur.

## Biographie
Il est diplômé par l'académie des jeunes du Zamalek SC et compte une sélection en équipe d'Égypte.